# Běloruská hokejová reprezentace
Běloruské národní hokejové mužstvo patří mezi národní reprezentační mužstva v ledním hokeji, která hraje v elitní A-kategorii Mistrovství světa.Na mistrovství světa 2018 po prohře s Rakouskem 4:0 sestoupil do B divize. Jeho největším úspěchem je 4. místo na Zimních olympijských hrách 2002 v Salt Lake City. Řídí ji Běloruská hokejová federace. Od roku 2022 minimálně do roku 2026 je reprezentace spolu s Ruskou hokejovou reprezentaci dočasně neaktivní v soutěžích IIHF – vyloučena rozhodnutím IIHF, kvůli ruské invazi na Ukrajinu.

## Zimní olympijské hry
Na zimních ZOH v Salt Lake City vyhrálo ve čtvrtfinále překvapivě nad Švédskem 4:3. Vítězný gól dal Vladimir Kopat ze středního pásma Tommy Salovi, kterému puk přepadl přes záda.
| Hokej na ZOH | Místo ZOH                 | Umístění | Soupisky |
| ------------ | ------------------------- | -------- | -------- |
| ZOH – 1998   | Japonsko Nagano           | 7. místo | Soupiska |
| ZOH – 2002   | USA Salt Lake City        | 4. místo | Soupiska |
| ZOH – 2006   | Itálie Turín              | Ne       |          |
| ZOH – 2010   | Kanada Vancouver          | 9. místo | Soupiska |
| ZOH – 2014   | Rusko Soči                | Ne       |          |
| ZOH – 2018   | Jižní Korea Pchjongčchang | Ne       |          |

## Mistrovství světa
- skupina B nebo • divize D1
- skupina C
- Legenda: červené podbarvení - sestup, zelené podbarvení - postup, fialové podbarvení - reorganizace, změna skupiny či soutěže

| Hokej na MS  | Místo turnaje                                  | Umístění                         | Soupisky |
| ------------ | ---------------------------------------------- | -------------------------------- | -------- |
| MS – 1994 C  | Slovensko                                      | Stříbrná medaile                 |          |
| MS – 1995 C  | Bulharsko                                      | Zlatá medaile                    |          |
| MS – 1996 B  | Nizozemsko                                     | Bronzová medaile                 |          |
| MS – 1997 B  | Polsko                                         | Zlatá medaile                    |          |
| MS – 1998    | Švýcarsko (Curych, Basilej)                    | 8. místo                         |          |
| MS – 1999    | Norsko (Hamar, Lillehammer, Oslo)              | 9. místo                         |          |
| MS – 2000    | Rusko (Petrohrad)                              | 9. místo                         |          |
| MS – 2001    | Německo (Norimberk, Kolín nad Rýnem, Hannover) | 14. místo (sestup)               |          |
| MS – 2002 D1 | Nizozemsko                                     | místo (postup)                   |          |
| MS – 2003    | Finsko (Helsinky)                              | 14. místo (sestup)               |          |
| MS – 2004 D1 | Norsko                                         | místo (postup)                   |          |
| MS – 2005    | Rakousko (Vídeň, Innsbruck)                    | 10. místo                        |          |
| MS – 2006    | Lotyšsko (Riga)                                | 6. místo                         |          |
| MS – 2007    | Rusko (Moskva , Petrohrad)                     | 11. místo                        |          |
| MS – 2008    | Kanada (Québec, Halifax)                       | 9. místo                         |          |
| MS – 2009    | Švýcarsko (Bern, Kloten)                       | 8. místo                         |          |
| MS – 2010    | Německo (Kolín nad Rýnem a Mannheim)           | 10. místo                        |          |
| MS – 2011    | Slovensko (Bratislava a Košice)                | 14. místo                        |          |
| MS – 2012    | Finsko a Švédsko                               | 14. místo                        | Soupiska |
| MS – 2013    | Švédsko a Finsko                               | 14. místo                        | Soupiska |
| MS – 2014    | Bělorusko Minsk                                | 7. místo                         | Soupiska |
| MS – 2015    | Česko Praha a Ostrava                          | 7. místo                         | Soupiska |
| MS – 2016    | Rusko Moskva a Petrohrad                       | 12. místo                        | Soupiska |
| MS – 2017    | Německo Kolín nad Rýnem a Francie Paříž        | 13. místo                        | Soupiska |
| MS – 2018    | Dánsko Kodaň                                   | 15. místo (sestup)               | Soupiska |
| MS – 2019 D1 | Kazachstán                                     | . místo (postup)                 |          |
| MS – 2020    | Švýcarsko                                      | Zrušeno kvůli pandemii covidu-19 |          |
| MS – 2021    | Lotyšsko Riga                                  | 15. místo                        | Soupiska |
| MS – 2022    | Finsko Helsinky a Tampere                      | Zákaz startu                     |          |
| MS – 2023    | Lotyšsko a Finsko (Riga, Tampere)              | Zákaz startu                     |          |
| MS – 2024    | Česko (Praha, Ostrava)                         | Zákaz startu                     |          |
| MS – 2025    | Švédsko (Stockholm) a Dánsko (Herning)         | Zákaz startu                     |          |
| MS – 2026    | Švýcarsko (Curych, Fribourg)                   | Zákaz startu                     |          |

## Galerie dresů reprezentace
| MS 1998 | ZOH 1998 a MS 1999–2000 | MS 2001 | MS 2014 | MS 2017 |
|         |                         |         |         |         |